# Tulcán (cantão)
Tulcán é um cantão do Equador localizado na província de Carchi.
A capital do cantão é a cidade de Tulcán.